# Szamocin
Szamocin is een stad in het Poolse woiwodschap Groot-Polen, gelegen in de powiat Chodzieski. De oppervlakte bedraagt 4,67 km², het inwonertal 4225 (2005).

## Verkeer en vervoer
- Station Szamocin

## Geboren in Szamocin
- Radosław Cierzniak (1983), Pools voetballer
- Ernst Toller (1893-1939), Duits schrijver